# Théorie du déficit en auto-soins
 (février 2023).
Si vous disposez d'ouvrages ou d'articles de référence ou si vous connaissez des sites web de qualité traitant du thème abordé ici, merci de compléter l'article en donnant les références utiles à sa vérifiabilité et en les liant à la section « Notes et références ».
La théorie du déficit en auto-soins est une des grandes théories des soins infirmiers qui a été développée entre 1959 et 2001 par Dorothea Orem. La théorie est également appelée modèle de soins infirmiers d'Orem . Il est particulièrement utilisé dans les établissements de réadaptation et de soins de santé primaires, où le patient est encouragé à être aussi indépendant que possible.

## Pensée centrale
La théorie des soins infirmiers est basée sur la philosophie selon laquelle tous les « patients souhaitent prendre soin d'eux-mêmes ». Ils peuvent récupérer plus rapidement et de manière holistique s'ils sont autorisés à prendre soin d'eux-mêmes au mieux de leurs capacités. La théorie des soins personnels infirmiers déficitaires d'Orem mettait l'accent sur l'établissement des perspectives infirmières concernant l'humain et la pratique.

## Conditions de soins personnels
Les prérequis de soins personnels sont des groupes de besoins ou d'exigences identifiés par Orem. Ils sont classés soit comme :
- des conditions de soins personnels universels : ces besoins que tout le monde a ;
- des conditions de soins personnels de développement :
  - 1. maturationnel : progrès vers des niveaux de maturation plus élevés,
  - 2. situationnel : prévention des effets délétères liés au développement,
- des conditions requises pour les écarts de santé : ces besoins qui découlent de l'état d'un patient

## Déficits de soins personnels
Lorsqu'un individu est incapable de répondre à ses propres exigences en matière de soins personnels, un « déficit de soins personnels» se produit. C'est le travail de l'infirmière de déterminer ces déficits et de définir une modalité de prise en charge.

## Modalités d'accompagnement
Les infirmières sont encouragées à évaluer les dépendances de leurs patients ou chacun des déficits de soins personnels sur l'échelle suivante :
- Compensation totale
- Compensation partielle
- Éducatif/Soutien

## Conditions de soins personnels universels
Les conditions universelles de soins personnels nécessaires à la santé sont :
- air ;
- eau ;
- nourriture ;
- élimination ;
- activité et repos ;
- solitude et interaction sociale ;
- prévention des risques ;
- promotion de la normalité.

L'infirmière est encouragée à attribuer une modalité de soutien à chacune des conditions de soins personnels.